# Priscu Stream
Koordinaten: 77° 41′ S, 162° 35′ O
Der Priscu Stream ist ein 3 km langer Schmelzwasserfluss im ostantarktischen Viktorialand. Er fließt vom südwestlichen Ende des Lacroix-Gletschers zum nordöstlichen Ende des Bonneysees im Taylor Valley.
Das Advisory Committee on Antarctic Names benannte ihn 1996 nach dem Umweltforscher John Priscu (* 1952) von der Montana State University, leitender Wissenschaftler zahlreicher Studien des Gewässersystems in der Region um den McMurdo-Sund und Leiter der ersten Expedition im Rahmen des Projekts Winfly in die Antarktischen Trockentäler im Jahr 1991.